# 16112 Vitaris
16112 Vitaris è un asteroide della fascia principale. Scoperto nel 1999, presenta un'orbita caratterizzata da un semiasse maggiore pari a 2,3727024 au e da un'eccentricità di 0,1443382, inclinata di 6,36211° rispetto all'eclittica.
L'asteroide è dedicato allo studente Bethany A. Vitaris, finalista nel 2001 del concorso Discovery Young Scientist Challenge.